# Bronkiolit
Bronkiolit är inflammation i de små luftvägarna, bronkiolerna. Inflammationen medför andningssvårigheter och därmed försämrad förmåga att syresätta blodet. 
Det finns flera olika orsaker till bronkiolit. Akut bronkiolit är oftast virusorsakad, och förekommer främst hos barn. Kronisk bronkiolit ses särskilt hos hos vuxna med lungsjukdomen KOL.

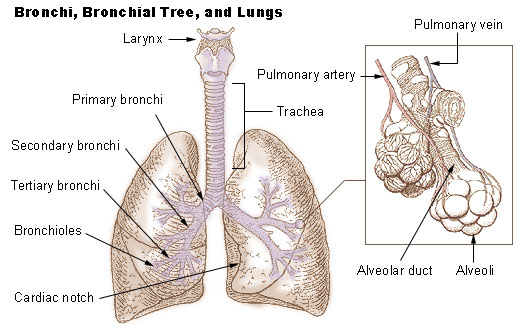
Lungornas anatomi

Bland virus som kan orsaka akut bronkiolit finns till exempel RSV-virus, metapneumovirus, parainfluensa, coronavirus, adenovirus och rhinovirus varav RSV-virus är den vanligaste orsaken.
Tillståndet är vanligast för barn under två år. Typiskt är att förkylningssymptom under ett par dagar utvecklas till ett väsande ljud vid andning, kombinerat med andnöd. Det är inte heller ovanligt att luftvägarna blir känsliga i flera veckor efteråt. Man tror att det finnas ett samband mellan bronkiolit och astma. Teorierna om varför är dels för att kroppen utsatts för en långvarig inflammation, dels för att barnet kan vara mer mottaglig för astma.
Generellt sett drabbas fler av bronkiolit under vintermånaderna. Antalet beror till stor del på hur många som smittas av RSV-virus. Ur smittskyddsinstitutets rapport 2013-02-21 framgår att kulmen för antalet smittade 2013 uppnåddes veckorna 5 och 6. Rapporten visar också små barn drabbas i störst utsträckning. Av 2 200 analyserade prov mellan veckorna 1 och 7 år 2013 var 40% av proverna från barn mellan 0 och 4 år var positiva. Detta kan jämföras med barn i åldersgruppen 5–14 vars andel positiva prov var 19%, och för barn i åldersgruppen 14–19 år där andelen var 10%. När det gäller de äldre årsgrupperna var andelen positiva prov 3–9% för åldersgruppen 20–64 år och för personer över 64 år var andelen 10–21%.

## Identifiering
Bronkiolit identifieras med hjälp av en klinisk undersökning. Det är även vanligt att man testar för olika specifika virus för att identifiera vilket av dem som är orsaken till att sjukdomen uppstått. Eftersom bronkiolit kan förväxlas med lunginflammation kan även en lungröntgen vara aktuell för att utesluta att så inte är fallet.
För att skilja bronkiolit från en vanlig förkylning bör man hålla koll på att nedanstående saker. Dessa kan fungera som varningssignaler.  
- Näsborrarna vidgas och bröstkorgen expanderar kraftigt vid varje andetag
- Huden sugs in mellan revbenen, ovanför nyckelbenen, eller under bröstkorgen
- Grymtande ljud eller spänd bukmuskulatur vid andning
- Pipande andning med ett högt, visslande ljud vid utandning
- Kraftig hosta
- Amningssvårigheter - ett barn som äter bra har inte alltför besvärande andningssvårigheter
- Blå läppar och naglar
- Andningen är snabbare än 60 andetag per minut

## Behandling och lindring
Någon specifik behandling för bronkiolit finns i dagsläget inte. Däremot kan det vidtas olika åtgärder för att lindra problemen. Ämnen som salbutamol/albuterol, ipratropium kan ges även om de inte rekommenderas i dagsläget. Racemiskt adrenalin kan också vara av intresse. 
Man kan även vidta andra åtgärder som inte består av en medicinsk lösning. Det kan lindra genom att ge den smittade mycket vätska att dricka (eller att använda en luftfuktare för att höja luftfuktigheten), undvika att röka i den smittades omgivning för att på så sätt begränsa exponeringen av rök, även andra former av lösningsmedelsångor och irriterande ämnen bör undvikas samt att det kan vara att föredra att höja huvudänden av sängen för att på så sätt underlätta andningen.  

### Förebyggande åtgärder
Förebyggande åtgärder utgör en viktig del för att minimera riskerna av att inte bli drabbad. Det handlar främst om att begränsa spridningen av de virusen som orsakar infektionen. Det är därför extra viktigt att tvätta händerna eftersom RSV-virus lätt inaktiveras av desinfektionsmedel men även tvål i kombination med vatten. För att förebygga är det också som tidigare nämnt bra att undvika rökning där andra personer vistas.